# جان اریک کادا
جان اریک کادا (انگلیسی: John Erik Kaada؛ زادهٔ ۲۸ ژوئیهٔ ۱۹۷۵) موسیقی‌دان، ترانه‌نویس اهل نروژ است.